# Orthorhinus cylindrirostris
Orthorhinus cylindrirostris ist eine australische Rüsselkäfer-Art. Er wird in Australien als "Elephant weevil" („Elefantenrüssler“) bezeichnet; dieser Name ist allerdings nicht eindeutig und wird in anderen Regionen teilweise für andere Arten der Rüsselkäfer verwendet.

## Merkmale

### Käfer
Der Käfer erreicht 10 bis 20 Millimeter Körperlänge, mit langem, gebogenen zylindrischem Rüssel. Er ist dunkel gefärbt mit einer beinahe deckenden Schuppenzeichnung aus braunen, schwarzen und weißen Schuppen in variabler Zeichnung und Ausdehnung. Typische Exemplare tragen am Vorderrand des Pronotums zwei hornförmige Tuberkel aus aufgerichteten Schuppen. Ähnliche Tuberkel sitzen auch auf den Flügeldecken: zwei im zweiten Zwischenraum der Punktreihen, ein kleinerer nahe der Basis und ein größerer nahe der Mitte; sowie einer im fünften Zwischenraum am Absturz. Selten tritt ein weiterer, kleinerer auch im siebten Zwischenraum auf. Die Art besitzt voll ausgebildete (makroptere) Hinterflügel und ist, im Gegensatz zu vielen anderen Arten der Unterfamilie Molytinae, flugfähig.
Die Art weist Sexualdimorphismus auf. Männchen sind etwas größer, bei ihnen sind die ersten drei Glieder der Vordertarsen markant erweitert und lang behaart, außerdem sind die Vordertibien länger und der Rüssel etwas kürzer. 
Andere Arten der Gattung, zum Beispiel der Weinrüssler ("vine weevil") Orthorhinus klugi, sind im Aussehen ähnlich.

### Larven
Die Larven erreichen 16 Millimeter Körperlänge und 7 Millimeter Breite. Sie sind robust mit stark erweiterten Abdominalsegmenten fünf und sechs. Der Kopf ist etwas in den Rumpf zurückgezogen und, wie auch die sklerotisierte Pronotumscheibe, gelblich gefärbt. Eine genaue Beschreibung gibt Brenda May.

## Lebensweise
Die Larven der Art bohren in lebendem Holz. Die Weibchen fressen mit den an der Spitze des Rüssels liegenden Mundwerkzeugen Löcher in die Borke von Holzgewächsen, in die sie die Eier ablegen. Die Larven fressen von hier aus Galerien, die in Stämmen, Ästen und Wurzeln liegen können. Die Art entwickelt sich vom Ei zur Imago in einem Jahr, an manchem Wirtspflanzen erst in zwei Jahren. Imaginale Käfer fressen an der Rinde ihrer Wirtsarten. Die Art ist sehr polyphag und von einer Vielzahl von Wirtsarten angegeben. Ihre natürlichen Wirte sind vor allem Baum- und Straucharten der Gattungen Eucalyptus und Acacia, aber auch zahlreiche andere wie Araukarien. Sie sind an zahlreiche nach Australien eingeführte Kulturpflanzen übergegangen, darunter Weinrebe (Vitis vinifera), Citrus-Arten und Kulturheidelbeeren (Vaccinium corymbosum).

## Verbreitung
Die Art lebt in Ostaustralien und Tasmanien.

## Ökonomische Bedeutung
Orthorhinus cylindrirostris ist ein land- und forstwirtschaftlicher Schädling. Besonders großen Schaden richtet die Art in den Weinkulturen der Fleurieu-Halbinsel wie Langhorne Creek an. Die Art kann ihre Entwicklung in getrocknetem, verarbeiteten Holz vollenden, befällt aber nur frisches Holz und ist deshalb nicht als Materialschädling bedeutsam.